# Jiangxi International Women's Tennis Open 2019
Il Jiangxi International Women's Tennis Open 2019 è stato un torneo di tennis giocato sul cemento. È stata la sesta edizione del torneo che fa parte della categoria International nell'ambito del WTA Tour 2019. Si è giocato al Jiangxi Tennis Sports Management Center di Nanchang, in Cina, dal 9 al 15 settembre 2019.

## Partecipanti

### Teste di serie
| Nazionalità | Giocatrice        | Ranking* | Testa di serie |
| ----------- | ----------------- | -------- | -------------- |
| Cina        | Zhang Shuai       | 34       | 1              |
| Cina        | Wang Yafan        | 50       | 2              |
| Polonia     | Magda Linette     | 53       | 3              |
| Kazakistan  | Elena Rybakina    | 69       | 4              |
| Svezia      | Rebecca Peterson  | 71       | 5              |
| Svizzera    | Viktorija Golubic | 75       | 6              |
| Ucraina     | Kateryna Kozlova  | 76       | 7              |
| Rep. Ceca   | Kristýna Plíšková | 86       | 8              |

- Ranking al 26 agosto 2019.

### Altre partecipanti
Le seguenti giocatrici hanno ricevuto una wild card per il tabellone principale:
- Gao Xinyu
- Liu Fangzhou
- Xun Fangying

Le seguenti giocatrici sono passate dalle qualificazioni:

- Gréta Arn
- Jaqueline Cristian
- Anna Danilina
- Jana Fett
- Giuliana Olmos
- Peangtarn Plipuech

### Ritiri
Prima del torneo
- Tímea Babos → sostituita da  Dalila Jakupovič
- Mona Barthel → sostituita da  Samantha Stosur
- Irina-Camelia Begu → sostituita da  Sara Errani
- Eugenie Bouchard → sostituita da  Nina Stojanović
- Marie Bouzková → sostituita da  Wang Xinyu
- Ivana Jorović → sostituita da  Lara Arruabarrena Vecino
- Svetlana Kuznecova → sostituita da  Peng Shuai
- Viktória Kužmová → sostituita da  Ankita Raina

Durante il torneo
- Zhang Shuai

## Campionesse

### Singolare
Rebecca Peterson ha sconfitto in finale  Elena Rybakina con il punteggio di 6-2, 6-0.
- È il primo titolo in carriera per Peterson.

### Doppio
Wang Xinyu /  Zhu Lin hanno sconfitto in finale  Peng Shuai /  Zhang Shuai con il punteggio di 6-2, 7–6(5).